# 最上徳内記念館
最上徳内記念館（もがみとくないきねんかん）は、山形県村山市にある博物館である。

## 概要
村山市出身の北方領土探検家である最上徳内（1755年 - 1836年）の記念館であり、書物、測量器・北方の地図、択捉島に建立した標柱などの資料を展示している。創立は1993年。
敷地内にはアイヌの館も存在する。最上徳内が北方を探検した際にアイヌの人々と交流を持っており、最上徳内を偲ぶためにアイヌの住居を敷地内に復元建立したものである。中にはアイヌの生活用具等を展示している。

## 入館料
- 大人 300円、小中学生 150円
- 団体（15名以上）：大人 250円 、小中学生 100円 
  - 身体障害者手帳の交付を受けている方は半額(同伴付き添いは手帳をお持ちの方一人につき一人の入館料を半額)[2]。

## 開館時間
- 9時00分〜17時00分（最終入館16時30分）[2]

## 休館日
- 水曜日（水曜日が祝日の場合は翌日）
- 年末年始

## アクセス
- 車・バス・タクシー
  - JR奥羽本線・村山駅東口より5分[2][3]。
  - 山形空港より車で15分[2]
- 鉄道
  - JR奥羽本線・村山駅西口より徒歩15分[2]

無料駐車場あり（6台）。村山市役所駐車場も利用可能。

## 周辺
- 村山市役所
- 村山警察署
- 道の駅むらやま（国道13号）